# Ono Ranzan

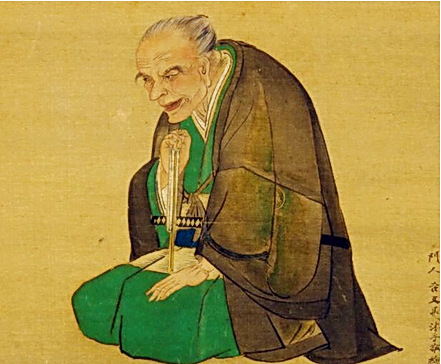
Porträt Onos (Tani Bunchō, 1809)

Ono Ranzan (jap. 小野 蘭山; * 13. September 1729 in Kyōto (Japan); † 3. Februar 1810 in Edo) war ein einflussreicher japanischer Naturalist.

## Leben
Ono wurde in Kyōto als zweiter Sohn des Hofbeamten Saeki Motoshige (佐伯 職茂) geboren. In seiner Kindheit hieß er Otomaru (乙丸), als Erwachsener Hiroaki (識博) bzw. Michitaka (道敬) mit dem Beinamen Ibun (以文) und dem allgemeinen Rufnamen Kinai (喜内). Als Autor verwendete er neben Ranzan den Namen Kyūhoshi (朽匏子) sowie den Namen seiner Lehranstalt Shūhōken (衆芳軒).
Da der ältere Bruder das Amt des Vaters übernehmen sollte, musste er einen eigenen Weg zur Sicherung seines Auskommens suchen. Im Alter von 11 Jahren soll er den gesamten Text des von dem chinesischen Naturalisten Chén Hàozǐ (陳淏子) 1688 publizierten „Geheimen Blumenspiegels“ (jap. Hiden kakyō 秘伝花鏡) abgeschrieben haben, was für ein frühes Interesse an Naturkunde spricht. Eine zeitlebens schwächliche Konstitution hatte sicher auch einen gewissen Einfluss. Denn im Alter von 13 Jahren begann er ein Materia-Medica-Studium unter dem renommierten Konfuzianer und Kräuterkundler Matsuoka Joan (1688–1746). Nachdem dieser 1746 gestorben war, bildete er sich im Selbststudium fort.
1754, d. h. im Alter von 25 Jahren, entschied er sich gegen eine Laufbahn am Hofe des Tennō und gründete die Lehranstalt Shūhōken. Seine reichen Kenntnisse in der Pflanzen- und Heilmittelkunde zogen Schüler aus allen Regionen an, darunter viele, die sich später auf diesem Felde wie auch der Medizin einen Namen machten:
Iinuma Yokusai (飯沼 慾斎), Iwasaki Kann’en (岩崎 灌園), Kariya Ekisai (狩谷 棭斎), Kimura Kenkadō (木村 蒹葭堂), Mitani Kōki (三谷 公器), Mizutani Toyobumi (水谷 豊文), Sakurada Komon (桜田 欽斎), Sugita Genpaku (杉田 玄白), Tani Bunchō (谷 文晁), Yamamoto Bōyō (山本 亡羊), Yamamoto Morinae (山本 盛備), Yoshida Rissen (吉田 立仙)
Ono war in der chinesischen Medizin bewandert. Auch kannte er sich durch seine Beschäftigung mit Johann Wilhelm Weinmanns Phytanthoza iconographia und dem Cruydt-Boeck von Rembert Dodoens in der europäischen Pflanzenkunde aus. Der zusammen mit Shimada Mitsufusa (島田 充房) kompilierte „Blumenwortschatz“ (Ka'i 花彙) gilt mit seinen 200, um botanisch exakte Darstellung bemühten Abbildungen als Pionierleistung der japanischen Pflanzenkunde. Die meisten davon stammen von Ono, der sich seit seiner Jugend im Malen übte. Der Marinearzt und Botaniker Paul Amedée Ludovic Savatier (1830–1891), der von 1865 bis 1876 in Japan mit einheimischen Naturalisten einen engen Umgang pflegte, nutzte das Werk in seiner mit Adrien René Franchet (1834–1900) herausgegebenen „Enumeratio Plantarum in Japonia : sponte crescentium hucusque rite cognitarum“ (Paris, 1875–79).
1766 führte Ono eine Naturalien-Ausstellung (Yakuhin-e 薬品会) in Kyoto durch. 1771 steuerte für den Druck einer Schrift seines verstorbenen Lehrers mehrere Illustrationen von Orchideenpflanzen bei. Vom März bis Dezember 1782 unterrichtete er über den oben erwähnten „Geheimen Blumenspiegel“. Vier Jahre darauf publizierte er eine überarbeitete Ausgabe des songzeitlichen chinesischen Pflanzen- und Tierbuchs Kūnchóng cǎomù lüè (鄭夾漈『昆蟲草木略』).
Im März 1788 brach ein Feuer aus, das sich zu einer der größten Brandkatastrophen Kyōtos entwickelte. Auch Onos Schule im Stadtteil Kawaramachi wurde zerstört; er selbst konnte sich in das von den Flammen verschonte Haus seines Schülers Yoshida Rissen retten. Da sich seine Schüler nun notgedrungen von Kyōto entfernten, fand der inzwischen 60-jährige Ono mehr Zeit zum Schreiben.
1791 übernahm die Zentralregierung (Bakufu) die bis dato von der Ärztefamilie Taki geführte Privatschule Seijukan (躋寿館) in Edo. Diese übte fortan als offizielle „Medizinische Lehranstalt“ (Igakkan 医学館) bis zum Ende der Edo-Zeit einen starken Einfluss auf die Entwicklung der traditionellen Medizin des Landes aus. 1799 stellte man den 71-jährigen Ono Ranzan als Professor für Materia-Medica-Studien ein. In diesem Amt betreute er auch den angeschlossenen Kräutergarten. Von 1801 bis 1805 unternahm er mit seinen Schülern überdies ausgedehnte Pflanzenexkursionen durch viele Regionen des Landes, sammelte Pflanzenproben und fertigte für die Regierung botanische Register an. Aufsehen erregten auch die von ihm organisierten Materia-Medica-Ausstellungen.
Das unbestritten wichtigste Buch Onos entstand im Zuge seiner Instruktionen zu dem gewaltigen Werk Bencao Gangmu (jap. Honzō Kōmoku) des chinesischen Gelehrten Li Shizhen. Ono adaptierte Lis Beschreibungen der Pflanzen, Tiere, Mineralien usw. an die Verhältnisse in Japan und fügte seinen Befunden eine Vielzahl japanischer Regionalnamen bei, die – da es noch keine allgemein verbindliche Nomenklatur gab – die Identifikation vor Ort erleichterten. Das insgesamt 1882 Stichworte umfassende, in 48 Teile gegliederte Werk wurde von 1803 bis 1806 unter dem Titel „Aufklärung zum Kompendium der Material Medica“ (Honzō Kōmoku Keimō 本草綱目啓蒙) publiziert und gilt als epochebildender Beitrag zur Naturgeschichte Japans.
Im März 1806 brach in Edo ein Brand aus, der nahezu die ganze Stadt zerstörte. Auch die im Stadtteil Kanda Sakumachō gelegene „Medizinische Lehranstalt“ blieb nicht verschont. Bis auf einige Aufzeichnungen und Pflanzenproben, die in einem kleinen feuerfesten Speicher lagerten, ging die gesamte Naturalien- und Schriftensammlung verloren.
1809 malte der Künstler Tani Bunchō (谷 文晁) ein Porträt des 81-jährigen Ono. Am ersten Entwurf, der ihn von der rechten Seite darstellte, fand er keinen Gefallen und bestand auf einem Bild, das die im Laufe der Jahre entstandene Protuberanz an seiner linken Schulter deutlich zeigt.
Ono starb im Alter von 82 Jahren. Noch am Tage seines Ablebens soll er ein Manuskript über Ginseng bearbeitet haben. Er wurde im Untertempel Geisetsu-in (迎接院) des Seigan-Tempels im Stadtteil Asakusa bestattet. Nach dem Großen Kantō-Erdbeben verlegte man diesen 1929 mitsamt den Gräbern in den Stadtteil Nerima.
Ono heiratete zeitlebens nicht, hatte aber einen Sohn mit seiner Hausmagd, der 1759 mit dem Namen Ariyoshi (長谷川 有義) einer Familie Hasegawa zur Adoption überlassen wurde. Ariyoshis zweiter Sohn wiederum wechselte dann mit dem Namen Mototaka (職孝) als Ranzans Adoptivsohn zur Familie Ono. Dessen Sohn Keihō (職實) wie auch der Enkel Motoyoshi (職愨) wurden ebenfalls als Botaniker bzw. Ärzte bekannt.
Der vom Umfang der Pflanzenstudien beeindruckte Philipp Franz von Siebold bezeichnete Ono als „Linné Japans“. Der Botaniker Itō Tokutarō (伊藤 篤太郎, 1868–1941) verlieh einer Pflanzenspezies Onos Namen: „Ranzania japonica“.

## Werke (Auswahl)
- Ka'i. 1759 (花彙)
- Jippin kō. 1798 (十品考)
- Inzen tekiyō. 1804 (飲膳摘要)
- Honzō Kōmoku Keimō. 1803–6 (本草綱目啓蒙)
- Tetsuen Shōtoku. 1808 (耋筵小牘)
- Kōsan setsu. 1810 (広参説, auch Kōjin setsu)